# يمامة فاكهة جامبو
يمامة فاكهة جامبو (الاسم العلمي: Ptilinopus jambu) هو نوع من فصيلة حماميات.